# Vijalpor
Vijalpor è una suddivisione dell'India, classificata come municipality, di 53.912 abitanti, situata nel distretto di Navsari, nello stato federato del Gujarat. In base al numero di abitanti la città rientra nella classe II (da 50.000 a 99.999 persone).

## Geografia fisica
La città è situata a 20° 55' 06 N e 72° 54' 18 E.

## Società

### Evoluzione demografica
Al censimento del 2001 la popolazione di Vijalpor assommava a 53.912 persone, delle quali 29.115 maschi e 24.797 femmine. I bambini di età inferiore o uguale ai sei anni assommavano a 7.028, dei quali 3.792 maschi e 3.236 femmine. Infine, coloro che erano in grado di saper almeno leggere e scrivere erano 39.288, dei quali 22.863 maschi e 16.425 femmine.